# The Payback (album)
The Payback is een dubbelalbum van James Brown uit december 1973.  Het zou oorspronkelijk de soundtrack worden van de blaxploitationfilm Hell Up in Harlem, maar werd door regisseur Larry Cohen afgewezen omdat het album "niet genoeg als James Brown klonk".
Het album wordt gezien als een hoogtepunt in Brown zijn opnamecarrière en wordt nu door de critici als een van de belangrijkste funkalbums gezien. Het titelnummer The Payback, een nummer-een-hit op de Amerikaanse R&B-hitlijst, is een van zijn bekendste nummers en tevens een van de meest gesamplede nummers door andere artiesten. Muzikaal gezien bestaat het album hoofdzakelijk uit lange grooves en jams, maar het herbergt ook uitstapjes naar rustigere soulnummers, zoals het nummer Doing the Best I Can.
Het album werd in 1992 opnieuw op cd uitbebracht met liner notes van Alan Leeds en een anderhalve minuut langere versie van Mind Power.

## Nummers
Alle nummers geschreven door James Brown, Fred Wesley en Charles Bobbit, behalve waar aangegeven.
1. The Payback (Brown, Wesley, John "Jabo" Starks) (7:39)
2. Doing the Best I Can (7:39)
3. Take Some...Leave Some (8:20)
4. Shoot Your Shot (Brown) (8:19)
5. Forever Suffering (5:39)
6. Time Is Running Out Fast (12:58)
7. Stone to the Bone (Brown) (10:14)
8. Mind Power (12:04)*

 *Lengte van Mind Power is van de cd-versie van het album.